# Boyfriend (groupe)
Cette page contient des caractères spéciaux ou non latins. S’ils s’affichent mal (▯, ?, etc.), consultez la page d’aide Unicode.
Boyfriend (hangeul : 보이프렌드) est un boys band sud-coréen de K-pop, originaire de Séoul. Formé par Starship Entertainment en 2011, il est le premier boys band qui a des membres jumeaux. Le groupe est composé de Donghyun, Hyunseong, Jeongmin, Youngmin, Kwangmin et Minwoo. Ils débutent le 26 mai 2011 au M! Countdown de Mnet avec le single Boyfriend.

## Histoire

### Origines et débuts
Youngmin et Kwangmin sont formés par JYP Entertainment pendant deux ans. A leur 100e jour en tant qu'enfants acteurs, les jumeaux apparaissent dans plus de 300 publicités. Pendant ses années de lycée, Donghyun est la vedette d'une émission de variétés, Conduct Zero, dans laquelle six lycéens rebelles sont transformés en élèves exemplaires.
Le 26 mai 2011, Starship Entertainment sort son premier single Boyfriend. En réponse aux fans inquiets que le groupe ait limité son attrait à la mi-juillet, Boyfriend change sa chorégraphie pour son single Boyfriend lors de ses apparitions dans les émissions musicales après avoir répété pendant deux jours. Après avoir mis fin à la promotion de Boyfriend, le groupe enchaîne avec la chanson You and I, qui reçoit une réponse plus positive de la part des critiques musicaux.
Le 6 octobre 2011, le deuxième single de Boyfriend, Don't Touch My Girl, sort,. Leur single de décembre 2011 I'll Be There se classe à la 2e place du classement musical Gaon.

### Love Style, débuts au Japon etJanus(2012)
Le groupe signe un contrat avec l'agence de management japonaise Being, leur premier album spécial japonais intitulé We Are Boyfriend sort le 6 juin 2012. Ils marquent leurs débuts avec un showcase de 10 000 places le 30 juin au Nippon budōkan. Le 2 mai 2012, Hyunseong sort une chanson solo, Only You, pour la bande-son (OST) de The King 2 Hearts. Leur premier single japonais s'intitule Be my Shine. Le 7 juin 2012, Boyfriend sort son premier EP Love Style le 14 juin 2012. Le 1er juillet, Boyfriend termine avec succès son premier showcase japonais First Date with Boyfriend in Japan au Nippon budōkan.
En plus de leur retour au Japon, Boyfriend publie les clips musicales courtes de leur deuxième « double single » japonais Dance Dance Dance et My Lady. Leur premier album-complet Janus sort en novembre 2012,,,.
Le 3 décembre 2012, Boyfriend sort les clips de leur double single japonais Dance Dance Dance et My Lady,. Les garçons organisent un événement pour célébrer leur deuxième single, Kimi to Dance Dance Dance/My Lady, les 1er et 2 décembre au Kobe World Hall et au Saitama Super Arena. Boyfriend donne son premier concert solo au Japon intitulé Love Communication 2012 ~Xmas Bell~. Ils tiennent 5 concerts au Tokyo Dome City Hall du 22 au 24 décembre avec un total de 12 500 fans. KBS Joy publie une vidéo teaser pour la saison 7 de Boyfriend's Hello Baby le 27 décembre. Les membres commencent à tourner pour la série de télé-réalité en décembre, et la première émission est diffusée le 4 janvier 2013 à 23 h heure coréenne.

### DeI YahàPinky Santa(2013)
Boyfriend sera le premier artiste étranger à chanter pour un anime. Leur chanson Hitomi no Melody est le titre de leur troisième album japonais, sorti le 27 mars 2013. La chanson est choisie comme thème de fin pour Détective Conan, et il y a donc une reprise de l'album Détective Conan en plus des reprises normales de l'album. Melody of Eyes fait partie du top 5 pendant 6 jours et leur meilleur classement est la 2e place sur l'Oricon.
Le 23 mai 2013, Starship Entertainment annonce que Boyfriend ferait son retour avec un nouveau single numérique intitulé On and On le 28 mai comme cadeau surprise pour célébrer le deuxième anniversaire du groupe dans l'industrie musicale. Starship Entertainment publie un teaser de la vidéo musicale le 27 mai et le lendemain, ils ont publié la vidéo musicale officielle. Le 30 mai, Donghyun de Boyfriend est choisi pour jouer le rôle principal dans la comédie musicale Thousandth Man. La comédie musicale est présentée au Shibuya AiiA Theater Tokyo à partir du 28 septembre 2013 Le 14 juin, Jeongmin est transporté d'urgence à l'hôpital après leur programme au Japon, est diagnostiqué avec une appendicite aiguë, et est ordonné de se reposer pendant 17 jours après avoir été libéré. Boyfriend continue à faire la promotion du groupe à cinq et suit son programme pendant cette période. Boyfriend sort un single spécial de Noël au Japon le 20 novembre de cette année. Le single s'intitule Pinky Santa qui utilise évidemment la couleur rose, mais pinky signifie également le plus petit doigt qui est utilisé lors d'une promesse. Pinky Santa atterrit dans le Weekly Single Chart et se hisse à la 5e place dans l'Oricon.

### Concert Obsession, Witch et Bewitch (2014)

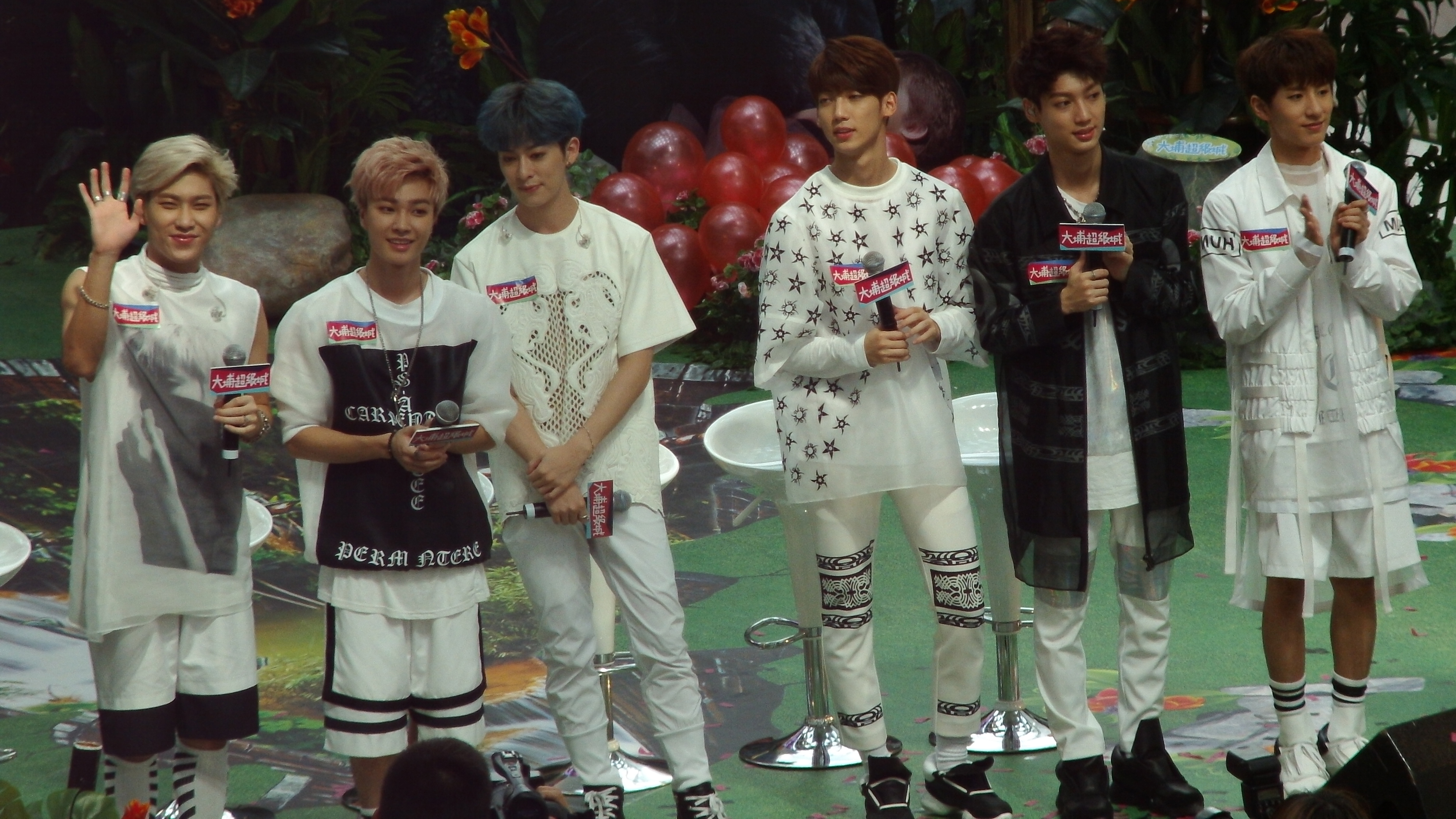
Boyfriend en 2014.

Boyfriend termine avec succès son concert solo à Porto Rico, devenant ainsi le tout premier groupe de K-pop à le faire. Le 8 mars 2014, le groupe se produit devant 1 700 fans au Centro De Bellas Artes Luis A Ferre. Boyfriend se produit également aux États-Unis pour la première fois, à Chicago le 11 mars et à Dallas le 13 mars. Le 26 mars 2014, Boyfriend sort son quatrième single japonais My Avatar accompagné d'un clip.
Le 15 mai 2014, ils postent des selfies pendant le tournage de leur vidéo musicale, laissant présager une nouvelle sortie cette année-là. Le 21 mai 2014, une courte bande-annonce est postée sur leur chaîne YouTube officielle. Le deuxième EP coréen de Boyfriend, Obsession, est publié le 4 juin 2014. L'EP contient six nouvelles pistes, avec le single principal Obsession. Le 23 juillet 2014, le deuxième album japonais de Boyfriend, Seventh Color, sort. L'album sort également en trois versions. Le 9 octobre 2014, Boyfriend entame sa phase de retour avec son nouveau titre Witch dans l'émission M Countdown. Leur troisième EP coréen, Witch, sort le 13 octobre. L'EP contient six titres, dont leur deuxième single anniversaire On and On, sorti en 2013. Ils tiennent leur premier concert national, The First Chapter in Seoul « Bewitch » le 23 novembre 2014 à l'Olympic Hall, Olympic Park.

### Tournées et séparation (2015–2019)
En mars 2015, Boyfriend sort son quatrième EP coréen, Boyfriend in Wonderland, avec Bounce comme single principal. Le mois suivant, ils entament leur première tournée mondiale, The First Chapter : « Bewitch », qui débute à Taïwan et se poursuit au Brésil, en Argentine, en Bolivie, au Mexique, en Finlande, en Russie et en France.
En mai 2016, Boyfriend sort son onzième single numérique coréen, To My Bestfriend, pour célébrer le cinquième anniversaire de ses débuts en tant que groupe. En novembre, ils sortent leur huitième single japonais, Jackpot. Ce single est leur deuxième single sorti sous l'égide de Kiss Entertainment dans l'industrie musicale japonaise. Boyfriend sort son neuvième single japonais, I Miss You, en février 2017. Cinq mois plus tard, ils sortent leur premier EP japonais, Summer, avec Summer comme single principal. Deux ans après avoir sorti leur quatrième EP coréen, Boyfriend sort son cinquième EP, Never End, avec le titre Star, en août 2017,.
Quatre membres de Boyfriend, Jeongmin, Donghyun, Kwangmin et Minwoo, auditionnent pour l'émission de redémarrage d'idoles KBS The Unit, seul Donghyun ayant réussi l'audition. Bien qu'il se soit classé parmi les neuf premiers pendant la majeure partie de l'émission, il est éliminé dans le dernier épisode avec un classement final de 12.
Boyfriend se sépare le 17 mai 2019.

### 10eanniversaireet retour (depuis 2021)
Pour commémorer leur 10e anniversaire, Boyfriend décide de se réunir et sort le single numérique Ending Credit le 26 mai 2021. Le 29 décembre 2021, Boyfriend fait son retour sous le nouveau nom de « BF » et sort l'EP Adonis. 

## Fan-club
Le 10 août 2011, il est annoncé par la Starship Entertainment que parmi toutes les propositions envoyées pour le nom du fan-club du groupe, le nom de « Best Friend » retient. « Best Friend » correspondrait plus à l'image que doivent avoir les fans d'un groupe puisqu'entre les idoles et leurs fans se crée une vraie relation d'encouragements constants et d'attention.

## Membres
- Kim Donghyun (né le 12 février 1989) - leader, chant secondaire
- Shim Hyunseong (né le 9 juin 1993) - chant principal
- Lee Jeongmin (né le 2 janvier 1994) - chant secondaire
- Jo Youngmin (né le 24 avril 1995) - chant secondaire, danse secondaire, visuel
- Jo Kwangmin (né le 24 avril 1995) - rap principal, danse secondaire, visuel
- No Minwoo (né le 31 juillet 1995) - danse principale, rap secondaire, maknae (plus jeune)

## Discographie

### Albums studio
| Titre | Détails | Meilleure position | Meilleure position | Ventes                                               |        |        |        |        |        |
| Titre | Détails | COR                | JPN                | Ventes                                               |        |        |        |        |        |
| Coréen                                                                                                   | Coréen | Coréen             | Coréen             | Coréen                                               | Coréen | Coréen | Coréen | Coréen | Coréen |
| --- | --- | ------------------ | ------------------ | ---------------------------------------------------- | ------ | ------ | ------ | ------ | ------ |
| Janus | - Date de sortie : 14 novembre 2012 - Réédition (I Yah) : 14 janvier 2013 - Label : Starship Entertainment - Formats : CD, téléchargement | 2 *5               | 60                 | - COR : + 57 457 (Original + Réédition) - JPN : 6523 |        |        |        |        |        |
| Japonais                                                                                                 | |                    |                    |                                                      |        |        |        |        |        |
| Seventh Mission                                                                                          | - Date de sortie : 29 mai 2013 - Label : Being - Formats : CD, téléchargement                                                             | —                  | 4                  | - JPN : + 13 085                                     |        |        |        |        |        |
| Seventh Color                                                                                            | - Date de sortie : 23 juillet 2014 - Label : Being - Formats : CD, téléchargement                                                         | —                  | 5                  | - JPN : + 8 017                                      |        |        |        |        |        |
| « — » signifie qu'aucun classement n'a été atteint ou qu'aucune sortie ne s'est faite dans cette région. | |                    |                    |                                                      |        |        |        |        |        |

### EP
| Titre | Détails                                                                                            | Meilleure position | Meilleure position | Ventes                           |
| Titre | Détails                                                                                            | COR                | JPN                | Ventes                           |
| --- | -------------------------------------------------------------------------------------------------- | ------------------ | ------------------ | -------------------------------- |
| Love Style                                                                                               | - Date de sortie : 14 juin 2012 - Label : Starship Entertainment - Formats : CD, téléchargement    | 2                  | 101                | - COR : + 24 562 - JPN : + 2 652 |
| Obsession                                                                                                | - Date de sortie : 9 juin 2014 - Label : Starship Entertainment - Formats : CD, téléchargement     | 4                  | —                  | - COR : + 25 640                 |
| Witch | - Date de sortie : 13 octobre 2014 - Label : Starship Entertainment - Formats : CD, téléchargement | 4                  | —                  | - COR : + 21 598                 |
| Boyfriend in Wonderland                                                                                  | - Date de sortie : 9 mars 2015 - Label : Starship Entertainment - Formats : CD, téléchargement     | 2                  | —                  | - COR : + 20 102                 |
| « — » signifie qu'aucun classement n'a été atteint ou qu'aucune sortie ne s'est faite dans cette région. | |                    |                    |                                  |

### Compilations
| Titre | Détails                                                                        | Meilleure position | Meilleure position | Ventes           |
| Titre | Détails                                                                        | COR                | JPN                | Ventes           |
| --- | ------------------------------------------------------------------------------ | ------------------ | ------------------ | ---------------- |
| We are Boyfriend                                                                                         | - Date de sortie : 6 juin 2012 - Label : Being - Formats : CD, téléchargement  | —                  | 6                  | - JPN : + 10 702 |
| 2012～2014 -Perfect Best collection-                                                                     | - Date de sortie : 10 juin 2015 - Label : Being - Formats : CD, téléchargement | —                  | 27                 | - JPN : + 2 113  |
| « — » signifie qu'aucun classement n'a été atteint ou qu'aucune sortie ne s'est faite dans cette région. |                                                                                |                    |                    |                  |

### Singles
| Titre | Année  | Meilleure position | Meilleure position | Meilleure position | Meilleure position | Ventes                                        | Album                        |
| Titre | Année  | COR                | JPN                | Billboard J-Pop    | Billboard K-Pop    | Ventes                                        | Album                        |
| Coréen                                                                                                   | Coréen | Coréen             | Coréen             | Coréen             | Coréen             | Coréen                                        | Coréen                       |
| --- | ------ | ------------------ | ------------------ | ------------------ | ------------------ | --------------------------------------------- | ---------------------------- |
| Boyfriend                                                                                                | 2011   | 71                 | —                  | —                  | —                  | - COR : + 19 531 (CD Meilleure position : #7) | Boyfriend (single)           |
| Don't Touch My Girl                                                                                      | 2011   | 45                 | —                  | —                  | 39                 | - COR : + 29 947 (CD Meilleure position : #3) | Don't Touch My Girl (single) |
| I'll Be There                                                                                            | 2011   | 40                 | —                  | —                  | 39                 | - COR : + 33 158 (CD Meilleure position : #2) | I'll Be There (single)       |
| Love Style                                                                                               | 2012   | 55                 | —                  | —                  | 46                 | - COR : + 163 428                             | Love Style                   |
| Janus | 2012   | 53                 | —                  | —                  | 25                 | - COR : + 142 144                             | Janus                        |
| I Yah | 2013   | 50                 | —                  | —                  | 46                 | - COR : + 112 404                             | Janus                        |
| On and On                                                                                                | 2013   | 44                 | —                  | —                  | —                  | - COR : + 70 975                              | Witch                        |
| Obsession                                                                                                | 2014   | 48                 | —                  | —                  | 93                 | - COR : + 36 444                              | Obsession                    |
| Witch | 2014   | 92                 | —                  | —                  | —                  | - COR : + 19 662                              | Witch                        |
| Bounce                                                                                                   | 2015   | 77                 | —                  | —                  | —                  | - COR : + 14 706                              | Boyfriend in Wonderland      |
| Japonais                                                                                                 |        |                    |                    |                    |                    |                                               |                              |
| Be My Shine                                                                                              | 2012   | —                  | 4                  | 4                  | —                  | - JPN : + 58 185                              | Seventh Mission              |
| Dance Dance Dance / My Lady                                                                              | 2012   | —                  | 3                  | 8                  | —                  | - JPN : + 40 170                              | Seventh Mission              |
| Melody of Eyes                                                                                           | 2013   | —                  | 4                  | 5                  | —                  | - JPN : + 36 654                              | Seventh Mission              |
| Pinky Santa                                                                                              | 2013   | —                  | 5                  | 9                  | —                  | - JPN : + 35 701                              | Pinky Santa                  |
| My Avatar                                                                                                | 2014   | —                  | 6                  | 5                  | —                  | - JPN : P+ 23 654                             | Seventh Color                |
| Startup!                                                                                                 | 2014   | —                  | 9                  | —                  | —                  | - JPN : + 19 296                              | Seventh Color                |
| « — » signifie qu'aucun classement n'a été atteint ou qu'aucune sortie ne s'est faite dans cette région. |        |                    |                    |                    |                    |                                               |                              |

### Collaborations
| Pink Romance (avec K.Will et Sistar)                                                                     | 2011 | 25 | Pas de sortie d'album |
| White Love (Jeongmin avec K.Will et Soyou de Sistar)                                                     | 2012 | 10 | Pas de sortie d'album |
| Snow Candy (avec K.Will et Sistar)                                                                       | 2013 | 13 | Pas de sortie d'album |
| Love Is You (avec K.Will, Sistar, Junggigo, Mad Clown et Jooyoung)                                       | 2014 | 10 | Pas de sortie d'album |
| Paper Heart (LeL feat. Jeongmin)                                                                         | 2015 | -  | Pas de sortie d'album |
| « — » signifie qu'aucun classement n'a été atteint ou qu'aucune sortie ne s'est faite dans cette région. |      |    |                       |

### Bandes-son
| Année | Titre    | Autre(s) artiste(s)     | Série télévisée      |
| ----- | -------- | ----------------------- | -------------------- |
| 2012  | Only You | Hyunseong               | The King 2 Hearts    |
| 2014  | Too Good | Junggigo (feat. Minwoo) | Hi! School – Love On |

| Année | Titre          | Série télévisée / film     |
| ----- | -------------- | -------------------------- |
| 2013  | Melody of Eyes | Détective Conan (série TV) |
| 2013  | Magic of Love  | GOGO Ikemen 5 (film)       |
| 2013  | Beautiful Life | GOGO Ikemen 5 (film)       |
| 2014  | Find Yourself  | The Snow Queen 2 (film)    |

## Concerts et tournées

### Tournées coréennes
- 2014 : 2014 Boyfriend, The First Chapter in Seoul Bewitch

### Tournées japonaises
- 2012 : First Date with BOYFRIEND in JAPAN
- 2012 : Boyfriend Love Communication 2012 ~X Mass Bell~
- 2013 : Boyfriend Love Communication 2013 -Seventh Mission- (Live House Tour)
- 2014 : Boyfriend Love Communication 2014 -Start Up!-

### Tournées mondiales
- 2015 : The First Chapter Bewitch

## Distinctions
| Année | Programme                                           | Catégorie                                       | Nommé     | Résultat   | Réf.   |
| ----- | --------------------------------------------------- | ----------------------------------------------- | --------- | ---------- | ------ |
| 2011  | 13e Mnet Asian Music Awards                         | Meilleur nouveau groupe masculin                | Boyfriend | Nomination | [ 41 ] |
| 2011  | SBS MTV Best of the Best                            | Hot Debut Star                                  | Boyfriend | Nomination | [ 42 ] |
| 2011  | SBS MTV Best of the Best                            | Meilleur nouveau groupe                         | Boyfriend | Lauréat    | [ 42 ] |
| 2011  | 26e Golden Disc Awards                              | Meilleur nouveau groupe                         | Boyfriend | Lauréat    | [ 43 ] |
| 2011  | 21e Seoul Music Awards                              | Meilleur nouvel arrivant                        | Boyfriend | Lauréat    | [ 44 ] |
| 2013  | 27e Japan Gold Disc Awards                          | Meilleur 3 nouveaux groupes (Asie)              | Boyfriend | Lauréat    | [ 45 ] |
| 2013  | Korean Entertainment 10e Anniversary Award au Japon | Special Jury Prize                              | Boyfriend | Lauréat    | [ 46 ] |
| 2013  | 2013 MTV EMA                                        | Meilleur groupe coréen                          | Boyfriend | Nomination | [ 47 ] |
| 2013  | Billboard Japan Music 2013 Awards                   | Artiste d'animation de l'année                  | Boyfriend | Nomination | [ 48 ] |
| 2014  | 2014 Asia Model Festival Awards                     | Rookie masculin de l'année (catégorie musicale) | Donghyun  | Lauréat    | [ 49 ] |
| 2015  | 2015 Asia Model Festival Awards                     | Chanteur populaire                              | Boyfriend | Lauréat    | [ 50 ] |
| 2015  | 2015 3rd YinYueTai V-Chart Awards                   | Groupe coréen à potentiel                       | Boyfriend | Lauréat    | [ 51 ] |

### The Show
| Année | Date        | Chanson |
| ----- | ----------- | ------- |
| 2014  | 11 novembre | Witch   |
| 2015  | 24 mars     | Bounce  |

## Filmographie

### Shows télévisés
- Mnet M! Pick (2011)[54]
- Mnet Boyfriend's W Academy (2012)[55]
- SBS MTV Wonder Boy (2012)[56]
- Japanese TV Tokyo Etoile Academy of Music - Japan (2012-2013)[57]
- KBS Joy Hello Baby Season 7 (2013)[58]
- Fuji TV Boyfriend's Mission - Japan (2013)[59]
- MBC Real Men - Youngmin et Kwangmin (2015)[60]

### Films
- GOGO♂Ikemen 5 (GOGOイケメン5) (2013)

### Dramas et sitcoms
- SBS Chuseok Special Cool Guys - Jeongmin (2013)[61]
- KBS The Magic Thousand-Character Classic - Kwangmin (2014)[62]
- MBC Every 1 Love Frequency 37.2 - Donghyun (2014)[63]
- KBS, Producer - Minwoo (2015)[64]
- KBS, Protect the Family - Youngmin (2015)[65]

### Comédies musicales
- The 1000th Man - Donghyun (2013)[66]
- Bachelor’s Vegetable Store - Donghyun (2015)[67]
- Brothers were Brave - Donghyun (2015)[68]
- Joint Security Area - Hyunseong (2015)[69]